# Regulile nu se aplică
Regulile nu se aplică (în engleză Rules Don't Apply) este un film de dragoste regizat de Warren Beatty după un scenariu de Warren Beatty. În rolurile principale au interpretat actorii Alden Ehrenreich, Lily Collins și Warren Beatty.
A fost produs de studiourile Regency Enterprises[*] și a avut premiera la 4 mai 2017, fiind distribuit de 20th Century Fox. 

## Rezumat
În 1958, actriță Marla Mabrey sosește în Los Angeles în baza unui contract cu milionarul Howard Hughes. Aici îl întâlnește pe Frank Forbes, un șofer cu planuri ambițioase. Atracției pe care cei doi tineri o simt unul pentru altul i se opun nu numai opiniile lor religioase,  dar și prima  regulă a lui Hughes: nicio relație între angajați. Dorința lui Howard de a-i despărți pe Marla și Frank, precum și pătrunderea lor în continuare în lumea show-business-ului, îi obligă pe tineri să-și reconsidere valorile vieții și să-și schimbe viața. 

## Distribuție
- Warren Beatty - Howard Hughes
- Lily Collins - Marla Mabrey
- Alden Ehrenreich - Frank Forbes
- Annette Bening - Lucy Mabrey
- Matthew Broderick - Levar Mathis
- Alec Baldwin - Robert Maheu
- Haley Bennett - Mamie Murphy
- Candice Bergen - Nadine Henly
- Dabney Coleman - Raymond Holliday
- Steve Coogan - Colonel Nigel Briggs
- Ed Harris - Mr. Bransford
- Amy Madigan - Mrs. Bransford
- Megan Hilty - Sally
- Louise Linton - Betty
- Oliver Platt - Mr. Forester
- Martin Sheen - Noah Dietrich
- Paul Sorvino - Vernon Scott
- Taissa Farmiga - Sarah Bransford
- Paul Schneider - Richard Miskin
- Chace Crawford - Young Actor
- Patrick Fischler - Director
- Ron Perkins - Senator Ferguson
- Peter Mackenzie - Gene Handsaker
- Julio Oscar Mechoso - President Somoza
- Evan O'Toole - Matt Mabrey
- James Keane - Tom